# Embaixada de Chipre em Brasília
A Embaixada da República de Chipre em Brasília é a principal representação diplomática cipriota no Brasil. Brasil e Chipre estabeleceram relações diplomáticas em 1966, com a embaixada brasileira de Nicósia sendo criada em 2010 e a embaixada cipriota de Brasília em 2009. O atual embaixador é Dr. Vasilios Philippou, no cargo desde 13 de setembro de 2023, sendo também o responsável pela diplomacia cipriota para Bolívia, Chile, Guiana, Uruguai, Paraguai e Peru.

## Serviços
A embaixada realiza os serviços protocolares das representações estrangeiras, como o auxílio aos cipriotas que moram no Brasil e aos visitantes vindos do Chipre e também para os brasileiros que desejam visitar ou se mudar para a ilha mediterrânea. A comunidade brasileira no país é composta principalmente por jogadores de futebol e suas famílias. Além da embaixada de Brasília, o Chipre conta com mais dois consulados honorários em São Paulo e no Recife.

Outras ações que passam pela embaixada são as relações diplomáticas com o governo brasileiro nas áreas política, econômica, cultural e científica. O comércio com o Chipre vem aumentando nos últimos anos, principalmente em exportações do Brasil, chegando a 266,2 milhões de dólares em 2018. O Brasil apoia a busca de solução pacífica satisfatória para a Questão Cipriota e apoia os esforços para resolver o conflito, mas reconhece apenas o Chipre como governante da ilha, assim como quase todos os países do mundo.